# Charles Dumont (homme politique)
Pour les articles homonymes, voir Charles Dumont et Dumont.
Charles Dumont, né le 31 août 1867 à Ajaccio (Corse) et mort le 22 avril 1939 à Meulan (Seine-et-Oise), est un homme politique français.

## Biographie

### Jeunesse et études
Charles Émile Étienne Dumont, né le 31 août 1867 à Ajaccio, d'Émile Philippe Élisée Dumont, employé de télégraphes, et d'Eugénie Augustine Denis, lingère.
Charles Dumont effectue ses études secondaires dans un lycée en province, puis au lycée Henri-IV. Il suit ses études de lettres et de droit à l'université de Paris, et obtient licence de droit.
En 1891, il est reçu à l'agrégation de philosophie, très bien classé.

### Parcours professionnel
Une fois reçu à l'agrégation, Charles Dumont est envoyé au lycée du Puy, puis au lycée de Bourges, et enfin à celui de Lons-le-Saunier. Il rédige alors un livre intitulé La question bulgare, et un autre sur La lutte contre la propagande anarchiste et pacifiste.

### Vie matrimoniale et parcours politique
Il fait à Lons-le-Saunier la connaissance de la poétesse Valentine de Saint-Point (1875-1953) qui l'incite à se lancer dès 1898 dans la politique (il parvient à se faire élire député radical de l'arrondissement de Poligny). Il épouse Valentine en 1900, peu après le veuvage de celle-ci. Le couple divorce en 1904 aux torts de la poétesse qui avait choisi de sacrifier son mariage à sa carrière poétique  ... et surtout avait posé nue pour le peintre Alfons Mucha, ce qui avait fait scandale au moment où la carrière politique de Charles Dumont prenait un vif essor. Il se marie en secondes noces avec Mme de Lipkowski, mère d'Henri de Lipkowski, ce qui fait de lui le beau-père d'Irène de Lipkowski (1898-1995), élue du RPFdéputée de la Seine (deuxième législature de la IVème République), et féministe de renom.
Après le décès de sa deuxième épouse, Charles Dumont se remarie avec Marie-Emilie Lécuyer, qui lui survit. 
Fidèle à la Gauche Radicale, il fait une carrière notable, s'élève jusqu'au niveau gouvernemental et meurt en activité, en 1939, d'une crise cardiaque, à 71 ans. 
On le retrouve
- Député du Jura de 1898 à 1924
- Sénateur du Jura de 1924 à 1939
- Président du Conseil général du Jura de 1921 à 1939

- Ministre des Travaux Publics, des Postes et Télégraphes du 2 mars au 27 juin 1911 dans le gouvernement Ernest Monis
- Ministre des Finances du 22 mars au 9 décembre 1913 dans le gouvernement Louis Barthou
- Ministre des Finances du 21 février au 2 mars 1930 dans le gouvernement Camille Chautemps (1)
- Ministre de la Marine Militaire du 27 janvier 1931 au 20 février 1932 dans les gouvernements Pierre Laval (1), Pierre Laval (2) et Pierre Laval (3)

## Sources
1. ↑  « Acte de naissance », sur archives.isula.corsica (consulté le 24 septembre 2024), p. 86
2. 1 2 3 4  « Charles Dumont - Base de données des députés français depuis 1789 - Assemblée nationale », sur www2.assemblee-nationale.fr (consulté le 18 juillet 2023)
3. ↑  « Une étrange petite nièce de Lamartine », sur Persée.fr (consulté le 16 mai 2025), p. 531-545

- « Charles Dumont (homme politique) », dans le Dictionnaire des parlementaires français (1889-1940), sous la direction de Jean Jolly, PUF, 1960 [détail de l’édition]